# Maciej Żurawski (calciatore 2000)
Maciej Żurawski (Toruń, 22 dicembre 2000) è un calciatore polacco, centrocampista del Warta Poznań.

## Caratteristiche tecniche
È un centrocampista centrale, in grado di ricoprire sia il ruolo di mediano davanti alla difesa che di trequartista.

## Carriera

### Club
Nato a Toruń, muove i primi passi calcistici in una delle squadre della città, il Włókniarz. Nel 2014 passa all'Elana, principale club cittadino e due anni più tardi al Pogoń Szczecin. Con i portowcy gioca in Centralna Liga Juniorów, massimo campionato giovanile polacco, e in III liga con la squadra "riserve".
Debutta in Ekstraklasa in occasione dell'ultima giornata del campionato 2018-2019, subentrando nei minuti finali a Jarosław Fojut. A partire dal campionato successivo fa parte regolarmente della prima squadra, con cui disputa nove incontri.
Nella prima parte di stagione 2020-2021 resta al Pogoń con cui realizza il suo primo gol in massima serie nella sconfitta per 2-1 sul campo del Górnik Zabrze. Dopo aver perso il posto da titolare, nel mese di gennaio passa in prestito al Warta Poznań, con cui esordisce da titolare il 30 gennaio nella gara interna contro il Cracovia. A fine stagione, dopo aver totalizzato quindici gare ed essersi messo brillantemente in luce, il suo prestito non viene rinnovato.  

### Nazionale
Ha fatto parte delle nazionali giovanili della Polonia. Il 26 marzo 2021 debutta con la nazionale Under-21, segnando dopo sette minuti nell'amichevole contro l'Arabia Saudita.

## Statistiche

### Presenze e reti nei club
Statistiche aggiornate al 28 giugno 2020.
| Stagione        | Squadra         | Campionato      | Campionato | Campionato | Coppe nazionali | Coppe nazionali | Coppe nazionali | Coppe continentali | Coppe continentali | Coppe continentali | Altre coppe | Altre coppe | Altre coppe | Totale | Totale |
| Stagione        | Squadra         | Comp            | Pres       | Reti       | Comp            | Pres            | Reti            | Comp               | Pres               | Reti               | Comp        | Pres        | Reti        | Pres   | Reti   |
| --------------- | --------------- | --------------- | ---------- | ---------- | --------------- | --------------- | --------------- | ------------------ | ------------------ | ------------------ | ----------- | ----------- | ----------- | ------ | ------ |
| 2018-2019       | Pogoń Stettino  | E               | 1          | 0          | PP              | 0               | 0               | -                  | -                  | -                  | -           | -           | -           | 1      | 0      |
| 2019-2020       | Pogoń Stettino  | E               | 9          | 0          | PP              | 0               | 0               | -                  | -                  | -                  | -           | -           | -           | 9      | 0      |
| 2020-gen. 2021  | Pogoń Stettino  | E               | 7          | 1          | PP              | 1               | 0               | -                  | -                  | -                  | -           | -           | -           | 8      | 1      |
| gen.-mag.2021   | Warta Poznań    | E               | 15         | 0          | PP              | 1               | 0               | -                  | -                  | -                  | -           | -           | -           | 16     | 0      |
| Totale carriera | Totale carriera | Totale carriera | 32         | 1          |                 | 2               | 0               |                    | -                  | -                  |             | -           | -           | 34     | 1      |